# 武藤雅
武藤 雅（むとう みやび、1998年1月10日 - ）は、中央競馬（JRA）・美浦トレーニングセンターの騎手。茨城県出身。父はJRA元騎手で現調教師の武藤善則。姉はアイドルグループ可憐Girl'sおよびさくら学院の元メンバーである武藤彩未。

## 来歴
2014年に競馬学校騎手課程に入学（第33期）。
2017年3月に美浦・水野貴広厩舎から騎手デビュー。同期には横山武史らがいる。4月23日の福島6R（3歳未勝利）でノーブルプルートに騎乗して1着となり、デビュー59戦目での初勝利を挙げた。同期の新人騎手では最も遅い初勝利であったが、1年目を終えた時には同期で最多となる24勝を挙げ、民放競馬記者クラブ賞を受賞。1986年には父・善則も同賞を受賞しており、史上初の親子受賞となった。
2年目の2018年は所属厩舎の方針もあり、年間のほとんどを第3場のローカルではなく東京・中山を中心とする本場で騎乗。その中で37勝まで勝ち星を伸ばし、中央競馬騎手年間ホープ賞を受賞した。
2019年6月12日、父・善則の管理馬ラインカリーナで関東オークス（JpnII）を勝利し、重賞初制覇。同年12月15日、ゴルトマイスターで北総ステークスを勝利し、現役96人目となるJRA通算100勝を1850戦目で達成。
2025年6月28日、福島8Rでバシレイアに騎乗し1着となり、現役58人目となるJRA通算200勝を4064戦目で達成した。

## 騎乗成績

### 概要
|            | 日付          | 競馬場・開催    | 競走名         | 馬名             | 頭数 | 人気 | 着順 |
| ---------- | ------------- | --------------- | -------------- | ---------------- | ---- | ---- | ---- |
| 初騎乗     | 2017年3月4日  | 2回中山3日目1R  | 3歳未勝利      | ラインアストロ   | 16頭 | 5    | 8着  |
| 初勝利     | 2017年4月23日 | 1回福島6日目6R  | 3歳未勝利      | ノーブルプルート | 16頭 | 6    | 1着  |
| 重賞初騎乗 | 2017年9月9日  | 4回中山1日目11R | 紫苑ステークス | フレスコパスト   | 18頭 | 17   | 14着 |
| 重賞初勝利 | 2019年6月12日 | 3回川崎3日目11R | 関東オークス   | ラインカリーナ   | 14頭 | 3    | 1着  |
| GI初騎乗   | 2018年3月25日 | 2回中京6日目11R | 高松宮記念     | ノボバカラ       | 18頭 | 17   | 13着 |

### 年度別成績
武藤雅の年度別成績（netkeiba.com）参照

## 主な騎乗馬
- ラインカリーナ （2019年関東オークス）